# Кастельбисбаль
Кастельбисбаль (исп. и кат. Castellbisbal) — муниципалитет в Испании, входит в провинцию Барселона в составе автономного сообщества Каталония. Муниципалитет находится в составе района (комарки) Вальес-Оксиденталь. Занимает площадь 31,03 км². Население — 12 539 человек (2020 г.).

## История

### Римский период
Предполагается, что в римский период существовали по крайней мере два поселения неподалеку от древнеримской виллы Кан Педредоль. На вилле выращивался виноград и производилось вино. Также под развалинами часовни св. Иоанна Бенвиурского был обнаружен позднеримский некрополь V в. В 10 г. до н.э. был построен мост через реку Лльобрегат, который в средние века был перестроен в знаменитый "Чертов мост".

### Средние века
Первые задокументированные упоминания о Кастельбисбале датируются 1013 г. До 1044 г. муниципалитет входил в число владений епископа барселонского, от которого муниципалитет и получил свое название, в переводе на русский - "замок епископа" (кат. Castell del Bisbe). В 1044 г. он был продан графу Барселоны, Рамону Беренгеру I.
До середины XII века центральное поселение провинции называлось Бен Виуре (кат. Ben Viure - "прекрасный вид"). Примерно в это время был построен Бенвиурский замок с целью контроля над стратегической рекой Лльобрегат, по которой пролегала граница между мусульманскими и христианскими владениями, а также над речным портом.
В XIV веке данная область принадлежала благородному дому Рекезенов. Их право на владение этой землей подтвердил Карл I в 1518 г., сформировав баронство Молинс де Рей и Марторель. В 1613 г. владение было передано маркизам де лос Велез. Позже маркграфство де лос Велез было объединено с маркграфством Виллафранко дел Бьерсо, а затем вошло в герцогство Медина-Сидония.

### Новая и новейшая история
В XIX в. в регионе активно развивались различные отрасли сельского хозяйства, в основном виноделие. В 1914 г. был образован сельскохозяйственный синдикат. Развитие региона также сопровождалось инфраструктурными изменениями. В 1911 г. в муниципалитет провели электричество, а в 1913 г. была открыта первая железнодорожная станция.

Вот какое описание получил город в XIX в. в "Географическо-статистическо-историческом словаре Испании и ее заморских владений":
Местечко с провинциальным аюнтамьенто, территориальным судом, генерал-капитанством и барселонской епархией (в 3 лигах), судебный округом Таррасса (в полулиге).
Расположено в гористой местности, неподалеку от рек Лльобрегат и Аренас. Климат мягкий, ветреный.
Здесь расположена приходская церковь им. св. Викентия., где служит диакон, с королевским ординарным рескриптом, а также пономарь и cлужка.
Район граничит с Таррасой, Папиолем, Руби и Мартореллем. В двух последних районах сходятся вышеупомутые реки Лльобрегат и Аренас, питая землю, которая, несмотря на свой весьма неровный рельеф, здесь довольно плодородна. На ней произрастают густые леса, пересеченные дорогами.
Здесь выращивают пшеницу и овощи, производят вино и масло, пасут скот, охотятся.
Население: 619 душ.
Капитал, занятый в процессе производства: 4 937 200 реалов.

Налоговая база: 123 430.
Во время Гражданской войны в Испании муниципалитет встал на сторону республиканцев. Правительство Кастельбисбаля переименовало город во Фрутерз (кат. Fruiters - "продавцы фруктов"), но данное название продержалось всего семь месяцев. 25 января 1939 г. франкистские войска форсировали реку Лльобрегат и вошли в город. Жители оказали незначительное сопротивление. Погибшие республиканцы похоронены в братских могилах на кастельбисбальском кладбище.
В послевоенные годы город рос и постепенно индустриализировался. В 1960 г. был утвержден генплан развития промзоны ACISA. В дальнейшем были заложены и другие промышленные районы - Кан-Гали, Аквилерия, Кан-Пелегри и т.д.